# Bruchomorpha mexicana
Bruchomorpha mexicana är en insektsart som beskrevs av George Willis Kirkaldy 1913. Bruchomorpha mexicana ingår i släktet Bruchomorpha och familjen Caliscelidae. Inga underarter finns listade i Catalogue of Life.